# Cantó de Plélan-le-Petit
El cantó de Plélan-le-Petit (bretó Kanton Plelann-Vihan) és una divisió administrativa francesa situat al departament de Costes del Nord a la regió de Bretanya.

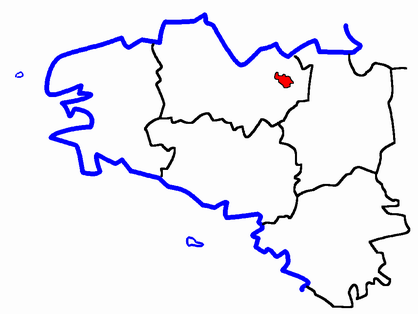
Situació del cantó

## Composició
El cantó aplega 9 comunes :
| Nom bretó           | Nom francès            | Nom gal·ló      |
| Lannandeg           | La Landec              | Lalandéc        |
| Langadiarn          | Languédias             | ---             |
| Plelann-Vihan       | Plélan-le-Petit        | Plélan          |
| Ploareg             | Plorec-sur-Arguenon    | ---             |
| Sant-Maodez         | Saint-Maudez           | ---             |
| Sant-Melar          | Saint-Méloir-des-Bois  | ---             |
| Sant-Mikael-Plelann | Saint-Michel-de-Plélan | ---             |
| Trebêran            | Trébédan               | ---             |
| Gwilde-Gwengalon    | Vildé-Guingalan        | Vildéu-Gengalan |

## Història
| Data d'elecció                           | Identitat       | Partit        | Qualitat |
| ---------------------------------------- | --------------- | ------------- | -------- |
| 2004-                                    | Prosper Besnard | Divers gauche |          |
| les dades anteriors no són pas conegudes |                 |               |          |
|                                          |                 |               |          |